# حواصیل نوک‌زورقی
حَواصیل نوک‌زورَقی (نام علمی: Cochlearius cochlearius) نام یک گونه از تیره حواصیلان است.